# Neuracanthus tetragonostachyus
Neuracanthus tetragonostachyus är en akantusväxtart. Neuracanthus tetragonostachyus ingår i släktet Neuracanthus och familjen akantusväxter.

## Underarter
Arten delas in i följande underarter:
- N. t. tetragonostachyus
- N. t. trinervius